# Gollma

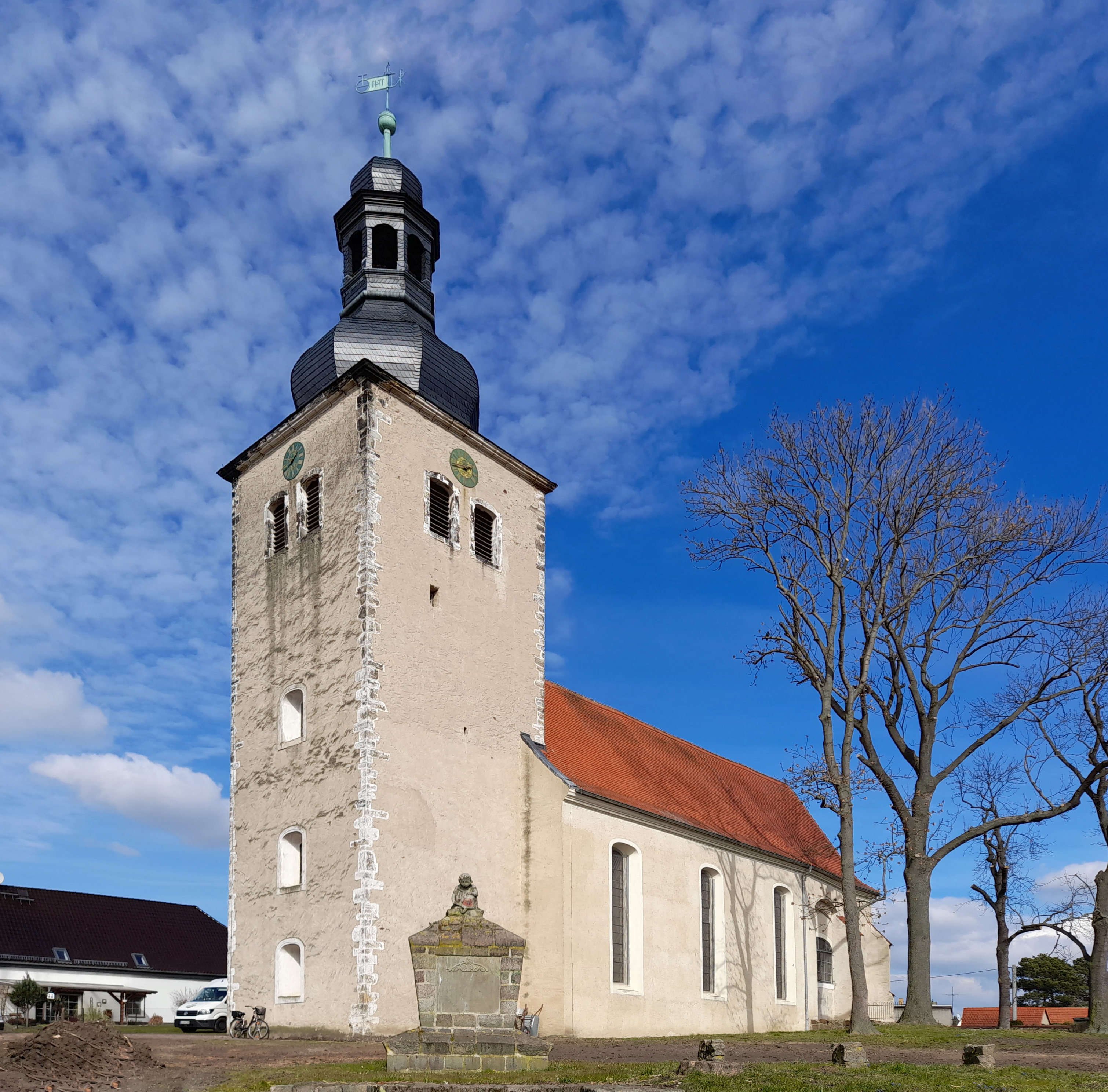
Dorfkirche Gollma

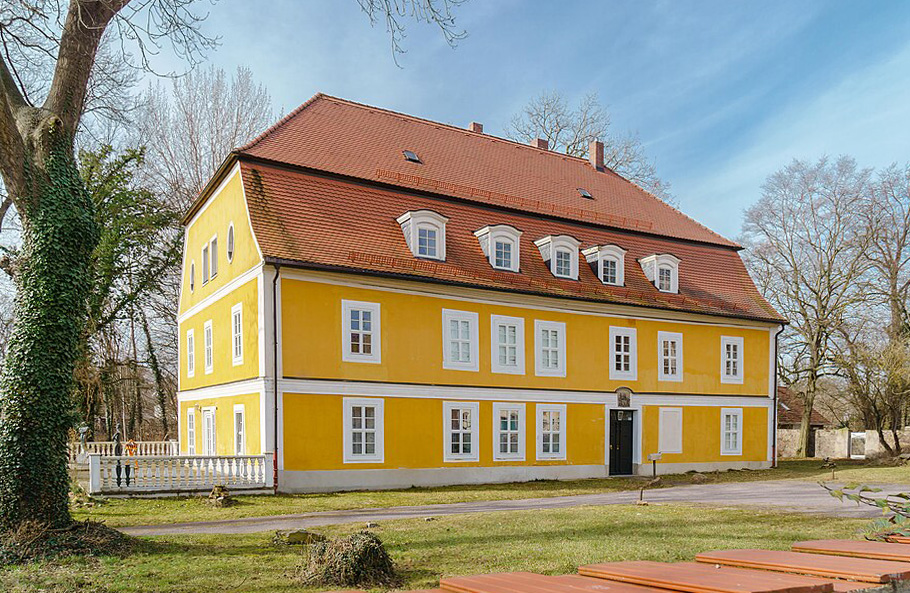
Gutshaus des Ritterguts Gollma

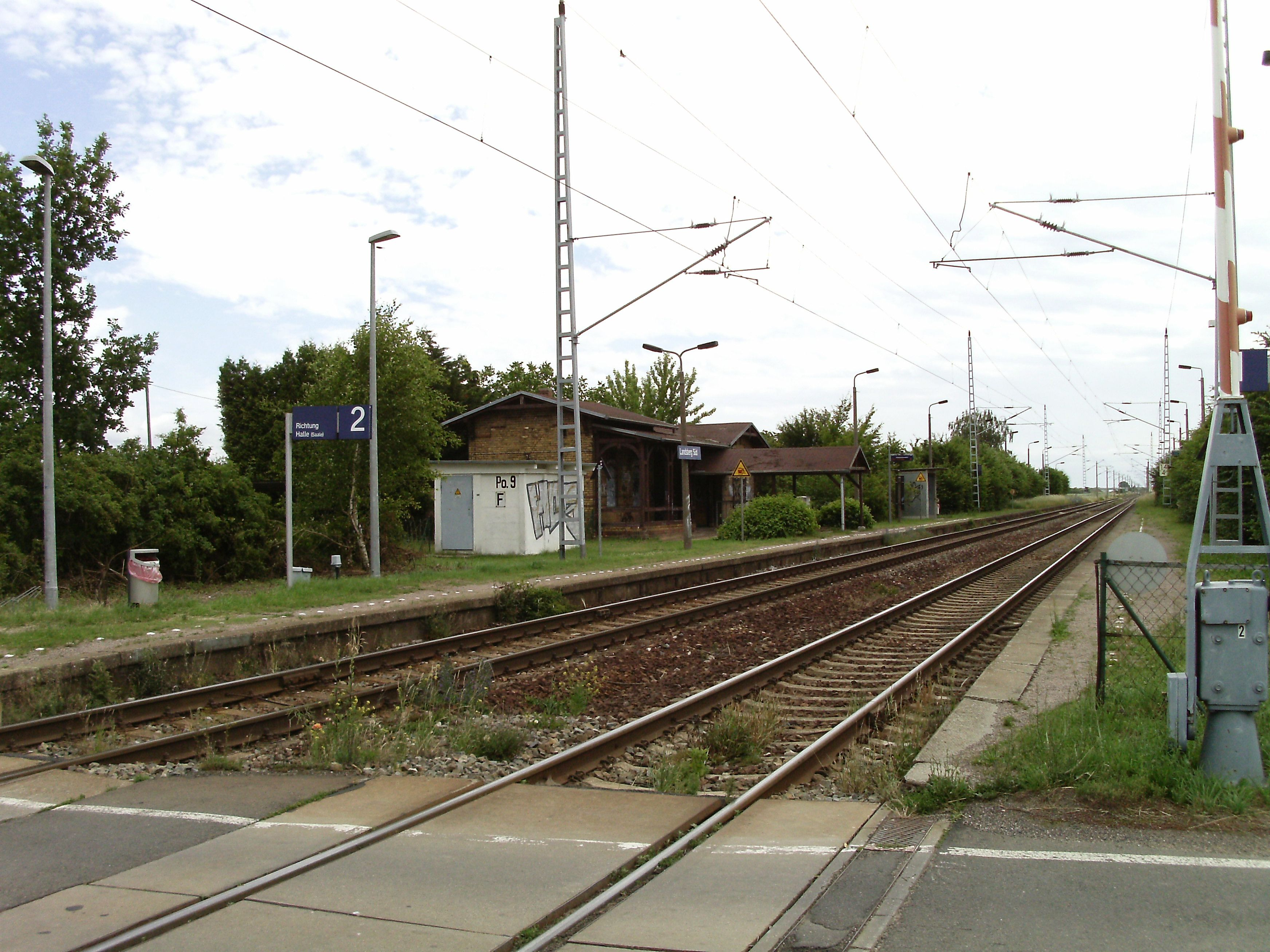
Haltepunkt Landsberg-Süd an der Bahnstrecke Halle–Eilenburg, gelegen zwischen den Orten Lohnsdorf und Gollma

Gollma ist ein Ortsteil der Ortschaft und der Stadt Landsberg im Saalekreis in Sachsen-Anhalt, Deutschland. Zu Gollma gehören die Wohnplätze Schwätz und Pfaffendorf.

## Geografie
Gollma liegt südlich von Landsberg zwischen Halle (Saale) im Westen und Delitzsch im Osten in der Nähe der Landesgrenze zu Sachsen. Der Ort liegt am Strengbach, einem Zufluss der Fuhne.

## Geschichte
Gollma entstand vermutlich durch die Ansiedlung vertriebener Slawen aus Landsberg. 1275 wurde das Patronatsrecht über die Gollmaer Kirche von Markgraf Dietrich von Landsberg an das Kloster Petersberg abgetreten. 1331 war Gollma einer von vier Erzpriestersitzen im Archidiakonat Halle. Kirchlich gehörte der Nachbarort Reinsdorf zu Gollma.
Gollma und seine Nachbarorte Pfaffendorf und Schwätz gehörten bis 1815 zum kursächsischen bzw. königlich-sächsischen Amt Delitzsch. Seit 1501 ist ein von den Wettiner als Lehn vergebenes Vorwerk nachweisbar, das bereits 1517 als Sattelhof bezeichnet wird und identisch ist mit dem heutigen Rittergut, dessen zweigeschossiges Schloss im 17. Jahrhundert im Stil des Barock überarbeitet wurde. 1734 fiel die Kirche des Orts einem Feuer zum Opfer, sie wurde drei Jahre später wieder aufgebaut.
Durch die Beschlüsse des Wiener Kongresses kamen Gollma, Schwätz und Pfaffendorf im Jahr 1815 zu Preußen und wurden 1816 dem Kreis Delitzsch im Regierungsbezirk Merseburg der Provinz Sachsen zugeteilt, zu dem sie bis 1950 gehörten. Ab 1835 war Gollma Sitz eines Kirchenbezirks. Nach längeren Debatten schloss sich Pfaffendorf im Jahr 1863 freiwillig dem Ort Gollma an. Nach Antrag einiger Gemeinden südlich von Landsberg wurde 1908 die Station „Gollma“ an der 1872 eröffneten Eisenbahnstrecke Halle–Sorau eingerichtet. Der Halt südlich des Orts wurde später in „Landsberg (b Halle/Saale) Süd“ umbenannt. Der Ort Schwätz wurde am 1. April 1936 nach Gollma eingemeindet.
Im Zuge der ersten Kreisreform in der DDR wurde Gollma wie die Stadt Landsberg am 15. Juni 1950 dem neu zugeschnittenen Saalkreis zugeordnet, der 1952 zum neuen Saalkreis im Bezirk Halle kam. Kurz nach der Zuordnung zum Saalkreis wurde Gollma am 20. Juli 1950 nach Landsberg eingemeindet. Heute bildet der Ort einen Ortsteil der Ortschaft Landsberg innerhalb der Stadt Landsberg.

## Verkehr
Gollma liegt westlich der A 9. Nördlich des Orts bei Landsberg verläuft die Bundesstraße 100, welche von Halle in Richtung Bitterfeld führt.
Südlich von Gollma verläuft die Bahnstrecke Halle–Cottbus mit dem Haltepunkt „Landsberg (b Halle/Saale) Süd“ (früher „Gollma“) auf Gollmaer Flur.